# Премия XBIZ лучшей исполнительнице года
Премия XBIZ/XMA лучшей исполнительнице года (англ. XBIZ/XMA Award for Female Performer of the Year) — ежегодная награда в области порноиндустрии, вручаемая компанией XBIZ лучшей исполнительнице года. Награда была учреждена в 2008 году. Последней на январь 2025 года обладательницей этой награды является Анна Клэр Клаудс.

## Лауреаты и номинанты

### 2000-е годы
| Церемония/Год | Фото лауреата | Лауреат       | Номинанты |
| ------------- | ------------- | ------------- | --- |
| 6-я (2008)    |               | Ева Анджелина | Белладонна Брианна Лав Джесси Джейн Джессика Дрейк Джианна Майклз Джоанна Энджел Кармен Лувана Кармен Харт Кортни Каммз Мемфис Монро Пенни Флейм Санни Лейн Сторми Дэниелс Тера Патрик    |
| 7-я (2009)    |               | Дженна Хейз   | Адрианна Николь Алексис Тексас Белладонна Бобби Старр Дана Деармонд Дженни Хендрикс Джесси Джейн Джессика Дрейк Джианна Майклз Кайден Кросс Санни Лейн Саша Грей Шайла Стайлз Эшлинн Брук |

### 2010-е годы
| Церемония/Год | Фото лауреата | Лауреат        | Номинанты |
| ------------- | ------------- | -------------- | --- |
| 8-я (2010)    |               | Тори Блэк      | Алексис Тексас Анджелина Валентайн Бобби Старр Бри Олсон Дана Деармонд Дженна Хейз Джесси Джейн Джессика Дрейк Джулия Энн Келли Дивайн Кристина Роуз Лекси Белл Лиза Энн Никки Бенц Саша Грей Феникс Мари Чарли Чейз Шайла Стайлз Эшлинн Брук              |
| 9-я (2011)    |               | Энди Сан Димас | Алексис Тексас Анджелина Валентайн Аса Акира Бобби Старр Бри Олсон Брин Бенсон Дженна Хейз Джесси Джейн Кайден Кросс Кристина Роуз Кэгни Линн Картер Лекси Белл Лупе Фуэнтес Мисти Стоун Моник Александр Мэделин Мэри Райли Стил Синди Дженнингс Тори Блэк |
| 10-я (2012)   |               | Аса Акира      | Алексис Тексас Бобби Старр Вики Чейз Грейси Глэм Джесси Джейн Джессика Дрейк Кайден Кросс Кристина Роуз Кэгни Линн Картер Лили Лабо Мисти Стоун Райли Стил Шанель Престон Энди Сан Димас                                                                   |
| 11-я (2013)   |               | Бруклин Ли     | Алексис Тексас Аса Акира Грейси Глэм Джесси Эндрюс Кайден Кросс Кристина Роуз Кэгни Линн Картер Лекси Белл Лили Картер Лили Лабо Николь Энистон Саманта Сэйнт Скин Даймонд Таша Рейн Шанель Престон                                                        |
| 12-я (2014)   |               | Райли Рид      | Алексис Тексас Алексис Форд Анника Элбрайт Аса Акира Бонни Роттен Джесси Джейн Джессика Дрейк Лекси Белл Лиза Энн Мэдди О’Райли Реми Лакруа Скин Даймонд Таша Рейн Шанель Престон                                                                          |
| 13-я (2015)   |               | Анника Элбрайт | Алия Лав Адриана Чечик Аса Акира Бонни Роттен Вероника Родригес Джада Стивенс Джесса Роудс Дэни Дэниелс Мэдди О’Райли Никки Бенц Райли Рид Роми Рэйн Скин Даймонд Шанель Престон                                                                           |
| 14-я (2016)   |               | Дэни Дэниелс   | Адриана Чечик Аидра Фокс Анника Элбрайт Джоди Тейлор Карла Куш Картер Круз Кейси Калверт Кейша Грей Огаст Эймс Райли Рид Роми Рэйн Сара Лав Шанель Престон Эй Джей Эпплгейт                                                                                |
| 15-я (2017)   |               | Катрина Джейд  | Абелла Дейнджер Адриана Чечик Анника Элбрайт Дэни Дэниелс Ева Ловия Кейша Грей Кэссиди Клейн Меган Рэйн Огаст Эймс Райли Рид Роми Рэйн Сара Лав Эй Джей Эпплгейт Эльза Джин                                                                                |
| 16-я (2018)   |               | Роми Рэйн      | Абелла Дейнджер Адриана Чечик Анджела Уайт Аня Олсен Ариана Мари Джесса Роудс Ева Ловия Катрина Джейд Кейша Грей Лана Роудс Райли Рид Эбигейл Мэк Эй Джей Эпплгейт Эльза Джин                                                                              |
| 17-я (2019)   |               | Эбигейл Мэк    | Абелла Дейнджер Адриана Чечик Анджела Уайт Джина Валентина Катрина Джейд Кисса Синс Кристен Скотт Лана Роудс Райли Рид Роми Рэйн Тори Блэк Уитни Райт Хани Голд Эльза Джин                                                                                 |

### 2020-е годы
| Церемония/Год | Фото лауреата | Лауреат           | Номинанты |
| ------------- | ------------- | ----------------- | --- |
| 18-я (2020)   |               | Анджела Уайт      | Абелла Дейнджер Адриана Чечик Джейн Уайлд Джина Валентина Карма Рекс Катрина Джейд Кенна Джеймс Кристен Скотт Райли Рид Роми Рэйн Уитни Райт Эбигейл Мэк Эви Лав Эмили Уиллис  |
| 19-я (2021)   |               | Эмили Уиллис (I)  | Абелла Дейнджер Адриана Чечик Алина Лопес Ана Фокс Анджела Уайт Джейн Уайлд Джианна Диор Кира Нуар Мейтленд Уорд Наоми Суонн Роми Рэйн Эбигейл Мэк Эви Лав Эльза Джин          |
| 20-я (2022)   |               | Эмили Уиллис (II) | Абелла Дейнджер Алексис Тэй Анджела Уайт Ванна Бардо Вина Скай Джейн Уайлд Джиа Дерза Джианна Диор Лили Ларимар Лулу Чу Лэйси Леннон Скарлит Скандал Уитни Райт Эмма Хикс      |
| 21-я (2023)   |               | Ванна Бардо (I)   | Алексис Тэй Анджела Уайт Анна Клэр Клаудс Вина Скай Джейн Уайлд Джианна Диор Кензи Энн Кенна Джеймс Лулу Чу Майя Вульф Мэдди Мэй Чарли Саммер Эйприл Олсен Эмили Уиллис        |
| 22-я (2024)   |               | Ванна Бардо (II)  | Алексис Тэй Анджела Уайт Анна Клэр Клаудс Блейк Блоссом Вайолет Майерс Джейн Уайлд Дженнифер Уайт Джианна Диор Кира Нуар Лилли Белл Лулу Чу Мэдди Мэй Николь Доши Эйприл Олсен |
| 23-я (2025)   |               | Анна Клэр Клаудс  | Анджела Уайт Блейк Блоссом Ванна Бардо Дженнифер Уайт Джуэлз Блу Кира Нуар Лили Лу Лилли Белл Лулу Чу Николь Доши Райан Рид Уиллоу Райдер Черри Кисс Шанель Камрин             |